# Guido Artom (scrittore)
Guido Artom (Torino, 15 giugno 1906 – Milano, 6 marzo 1982) è stato uno scrittore e curatore editoriale italiano.

## Biografia
Di antica e nobile famiglia ebraica piemontese, imparentata con quella dell'omonimo imprenditore e mecenate, fu avviato alla carriera diplomatica, interrotta nel 1933 nell'ambito di una progressiva epurazione del personale di origine ebraica dagli uffici statali . Dal 1942 al 1943 diresse la Biblioteca e museo teatrale del Burcardo, per la quale compilò anche il repertorio su Le raccolte teatrali della Società Italiana degli Autori ed Editori (Roma, Istituto Grafico Tiberino, 1939) . Fu coproprietario e direttore dell’edizione italiana di Selezione dal Reader's Digest e direttore dell'Istituto italiano di cultura di Bruxelles. Autore prolifico di romanzi storici di ambientazione ottocentesca tradotti in più lingue , nel 1981, con I giorni del mondo entrò nella cinquina del Premio Strega.

## Opere principali
- Napoleone è morto in Russia, Milano, Longanesi, 1968
- Cinque bombe per l'imperatore, Milano, Mondadori, 1974
- I giudici scomparsi, Milano, Mondadori, 1977
- I giorni del mondo, Milano, Longanesi, 1981 (riedito con prefazione e appendice di Paolo De Benedetti da Morcelliana nel 1992 e nel 2011)
- La duchessa di Berry: guerrigliera del re, Milano, Rusconi, 1982